# Stragania apicalis
Stragania apicalis är en insektsart som beskrevs av Henry Fairfield Osborn och Ball 1898. Stragania apicalis ingår i släktet Stragania och familjen dvärgstritar. Inga underarter finns listade i Catalogue of Life.